# کارلوس د لرما
کارلوس د لرما (انگلیسی: Carlos de Lerma؛ زادهٔ ۷ اکتبر ۱۹۸۴) بازیکن فوتبال اهل اسپانیا است.
از باشگاه‌هایی که در آن بازی کرده‌است می‌توان به باشگاه خیمناستیک تاراگونا، باشگاه فوتبال لگانس، و باشگاه فوتبال آلباسته بالومپیه اشاره کرد.